# Parasynegia convergens
Parasynegia convergens là một loài bướm đêm trong họ Geometridae.